# チェコのアニメーション
チェコのアニメーションでは、チェコおよびチェコスロバキアで制作されたアニメーションについて述べる。
古くから人形アニメーションが活発に製作されている東ヨーロッパ圏のうち、チェコは最大の製作国として知られている。チェコ出身のアニメ作家の世界のアニメーションへの功績を誇るチェコ人たちは、チェコアニメ界を指して「チェコアニメ映画学校」と称している。

## チェコアニメの黎明期
1926年に広告画家のカレル・ドダルと彼の妻ヘルミーナ・ティールロヴァーによって製作された『恋する河童』がチェコ初のアニメーション作品とされている。その後、ドダルとティールロヴァーはロシアのアレクサンドル・プトゥシコが制作した『新ガリヴァー』に触発され、人形アニメーションの制作に着手、1936年に人形と動画を組み合わせた『どこにでも顔を出すひとの冒険』、1938年に人形アニメ『カンテラの謎』を制作する。1939年にドダルはナチス・ドイツを避けて国外に亡命する。ティールロヴァーはチェコに残り、モラヴィアのゴッドヴァルドフ（現在のズリーン）に置かれたスタジオで製作を続け、1944年に人形アニメ『アリのフェルダ』を完成させる。映画史家のジョルジュ・サドゥールはドダル夫妻の作品について、『世界漫遊家の冒険』『忘れられないポスター』、いくつかの抽象的な映像で注目すべき成果を挙げたと評した。
一方、1939年にチェコスロバキアを保護国としたドイツはプラハの映画会社AFIT（Ateliér filmového triku）を接収し、ディズニーに対抗するオペラ・アニメの製作を試みた。ドイツの計画は未完のまま終わったが、チェコ人たちは自ら『珊瑚海の結婚式』を製作し、終戦までに作品を完成させた。『珊瑚海の結婚式』の製作には、後にチェコアニメ界で活躍する監督、脚本家、デザイナー、アニメーターが多数参加していた。
第二次世界大戦の終戦直後、1945年にプラハに国立映画製作所が設置される。映画製作所の責任者に人形劇の美術やイラストレーションで活躍していたイジー・トルンカが就任し、トルンカ、ティールロヴァー、さらにカレル・ゼマンが本格的に活躍を開始した1945年は真の意味での「チェコアニメ誕生の年」と言われている。人形アニメによる表現を追求したトルンカ、人形アニメを振り出しに布・毛糸などを用いた物体アニメを製作したティールロヴァー、アニメと人間を組み合わせた映像を表現方法に選んだゼマンらは、それぞれのスタイルで1960年代までチェコアニメを代表する作家として活躍した。

## 1940年代-1950年代
1940年代末のチェコのアニメ製作者はイデオロギーを作品に反映させることを主張するグループと、それに反発するトルンカらのグループに分かれていた。1948年2月にチェコスロバキアで社会主義政権が樹立された後、アニメーションを含めたあらゆる映画産業が国有化される。国からは映画の撮影に必要な資材が提供され、初期は創作の現場には自由な空気が存在していた。しかし、次第に政府は映画の製作に干渉を行うようになり、1950年代のスターリン主義による抑圧の時代、1970年代の強硬な標準化が進められたブレジネフ時代にこの傾向は顕著になる。社会主義国で与えられる表現の自由を誇示するため、政府は国際的な映画祭での成功を求め、製作者に規律への服従を強制することがままあった。海外からの受注に応じて制作を行う部署にはある種の独立性があり、レンブラント・フィルム社、ウェストン・ウッド社がチェコの主要な顧客となっていた。
アニメ映画の揺籃期には製作スタッフはチームごとに様々な建物、スタジオに分散していたため、移動に不都合が生じていた。しかし、こうした環境は小さく統制の取れた小規模のグループを生み出し、要求水準の高い作品を安価で作り出すことを可能にした。後に分散していたスタジオはプラハ郊外に集められ、小さくまとまりの取れたグループのほとんどが消失した。
1946年のカンヌ国際映画祭で上映された、『動物たちと山賊』などのトルンカが制作した4本のセルアニメが成功を収め、トルンカの作風が映画界に受け入れられると共に同時にナチスから解放されたチェコスロバキアの姿を世界に伝えた。セルアニメを手がけるトリック兄弟スタジオからトルンカが去った後、スタジオ内の政治的左派グループの中心人物だったエドゥアルト・ホフマンがスタジオの所長となる。1950年代にはセルアニメの分野に多様な人材が現れ、この時代はチェコのセルアニメのルネサンスと呼ばれている。1958年にホフマンが製作した『天地創造』は二部構成のチェコ初の長編セルアニメで、彼の作品の最高傑作と評価されている。だが、セルアニメは制作費が高く、人形劇の伝統が根付いていたチェコの地域性のため、セルアニメの製作はあまり盛んでなかったと考えられている。

## 1960年代-1970年代
1940年代から1950年代にかけて活躍したチェコのアニメーション監督の多くは美術畑の出身ではなかったが、1960年代に入って　美術学校の出身者がアニメ政策に携わるようになる。トルンカのスタジオで脚本を担当していたイジー・ブルデチカは、動画と切り紙によるアニメを制作し、後には評論も手がけるようになる。1958年にブルデチカが制作した『飛行の歴史』、1960年に制作した『水中の人間』では、銅版画の挿絵と版画が演出に用いられている。トルンカ以後の大人向けの人形アニメでは平坦な人形が使われていたが、ヤロスラフ・ボチェックは『ザ・ウィドウ・オブ・エフェサス』で緻密な人形の動きを表現し、人形アニメのチェコの名声を蘇らせた。
トルンカの死後、彼を失ったアニメスタジオを閉鎖するべきではないかという意見が政府から上がる。こうした状況下で脚本家のカミール・ピクサはオストラヴァにアニメスタジオを開設、ズリーン映画スタジオの買収、西ドイツのテレビ局との共同プロデュース作品の製作といった精力的な活動を展開する。ピクサは毎年短編映画の上映会を開催しており、その内のアニメーション部門は後に独立してチェスケー・ブジェヨヴィツェの映画祭であるアニマフィルムとなった。1975年にはピクサが所長を務めるクラートキー・フィルムとプラハ美術工芸大学の間に協定が結ばれ、クラートキー・フィルムは学生の卒業制作の場となった。
1968年のプラハの春の後、政府はイデオロギー的な規律と適切な闘争性を含んだ反資本主義・反帝国主義を映像作品に求め、監督や芸術家と対立した。1968年からトルンカのスタジオで製作が開始された『ファンタスティック・プラネット』の製作は長期にわたり、1973年に監督のルネ・ラルーの母国であるフランスで公開された。1968年8月のソビエト連邦によるチェコスロバキア侵入によって国内の民族意識は高揚し、作品に携わる唯一の外国人スタッフであるラルーの降板が持ち上がった。ラルーは監督を続けたが、作品の内容がソ連による抑圧を想起させると政府から圧力がかかり、ラルーはフランスに帰国して作品を完成させる。
1960年代半ばから1970年代にかけて、石でキャラクターを作るガリク・セコの『ストーン・アンド・ライフ』、色つき粘土を使ったヤン・ザラドニックの『ザ・ストロール』、時計にまつわる伝説を木彫りで表現したカミール・ピクサの『マイスター・アヌシュの話』が制作された。1960年代以降のチェコアニメは美術家による芸術性の高い作品が主流となるが、それらの作品の多くは一本の映画としてみた場合物語や構成に難があるアニメとしての面白さを欠くもので、一部の愛好家のみに評価されていた。こうした状況の中でブジェチスラフ・ポヤルが製作した児童向けアニメ『ぼくらと遊ぼう!』『庭』は、動作の楽しさ・面白さにおいてひとつの結論を示した
1964年に『シュヴァルツェヴァルト氏とエドガル氏の最後のトリック』でデビューしたヤン・シュヴァンクマイエルのシュールレアリズムに基づいた斬新な物体アニメは強い衝撃を及ぼし、多くの追随者や模倣作が現れた。独自の怪奇性と幻想性、時に人形を破壊的に扱うシュヴァンクマイエルの作風は伝統的な人形アニメーションのファンや作家から批判を受けることもあるが、実物アニメーションの表現の可能性を広げた点を高く評価されている。しかし、チェコでは一般の人間がシュヴァンクマイエルの作品を視聴する機会が少なく、チェコ国内での彼の評価が高まるのは1989年のビロード革命による民主化以後になる。
1980年代には、トルンカの影響を受けていないデザインの人形を使うイジー・バルタが注目を集めた。1970年代から1980年代にかけての時期には、トルンカのスタジオで人形アニメで成功を収めた製作者の中から新生代のセルアニメの担い手が現れる。1977年にイゴル・シェフチークが製作した『シエスタ』には最初期のアニメーションを想起させる、常に動き続ける人物と背景が自由に変化するトータルアニメーションという技法が用いられ、セルアニメに新たな可能性を提示した。

## ビロード革命以降
1989年の民主化（ビロード革命）以降に民営化されたチェコアニメ界には、かつてのような芸術性の強い作品を製作するだけの資金が不足している。知性、芸術性、映画言語の尊重、ヒューマニズムといったチェコアニメ独自の要素は商業的成功を阻害する原因となり、芸術性の高い作品は映画祭を除いて発表の機会がない。1989年以降のチェコアニメは外国の下請けによって製作された作品、人気の高いテレビアニメーションの再生産、文化省・チェコテレビの支援を受けたごく少数の作家によってわずかに生み出される上映機会がほとんどない芸術作品を指すようになっている。

## 関連文献
- 『チェコアニメ新世代』エスクァイア マガジン ジャパン, 2002年10月, ISBN 4872950836
- 昼間行雄、権藤俊司、編集部編『ユーロ・アニメーション』フィルムアート社, 2002年7月, ISBN 4845902354